# اسغمو آيت اكرور (آيت أكرور الشرقية)
اسغمو آيت اكرور هو دُوَّار يقع بجماعة غسات، إقليم ورززات، جهة درعة تافيلالت في المملكة المغربية. ينتمي الدوّار لمشيخة آيت أكرور الشرقية التي تضم 10 دواوير. يقدر عدد سكانه بـ 507 نسمة حسب الإحصاء الرسمي للسكان والسكنى لسنة 2004.

## روابط خارجية
- البوابة الوطنية للجماعات الترابية
- المندوبية السامية للتخطيط